# Gonocarpus simplex
Gonocarpus simplex är en slingeväxtart som först beskrevs av Robert Brown och James Britten, och fick sitt nu gällande namn av Anthony Edward Orchard. Gonocarpus simplex ingår i släktet Gonocarpus och familjen slingeväxter. Inga underarter finns listade i Catalogue of Life.